# XEV (Automarke)
XEV Ltd (kurz für X-Electrical Vehicle) ist ein italienischer Hersteller von Elektro-Kleinstwagen mit Sitz in Turin. Die Entwicklung der Fahrzeuge erfolgt in Italien, die Fertigung in Shanghai.

## Geschichte
XEV wurde 2018 mit dem Ziel gegründet, ein nachhaltiges und für alle zugängliches Auto zu schaffen. Mit der Aufnahme der Geschäftstätigkeit konzentrierte sich XEV auf die Entwicklung eines elektrischen Leichtfahrzeugs mit Elementen aus dem 3D-Drucker und erhielt durch europäische Fördermittel eine erste Finanzierung. 2019 kündigte das Unternehmen an, dass sein Fahrzeug in seinem neu erworbenen Werk in Shanghai hergestellt werden würde.
Im Dezember 2019 wurde bekannt gegeben, dass durch eine Crowdfunding-Kampagne zunächst im August 2020 ein Vorserienfahrzeug in die Produktion gehen sollte. Das endgültige Modell wurde im September 2021 vorgestellt; im selben Monat begann dessen Produktion. Das Fahrzeug wurde auf der IAA 2021 in München vorgestellt.
2023 hatte der Hersteller in Italien 30 Batteriewechselstationen für den Batterietyp seines ersten Fahrzeugs aufgebaut, 300 Stück in Europa waren 2023 geplant.

## Modelle

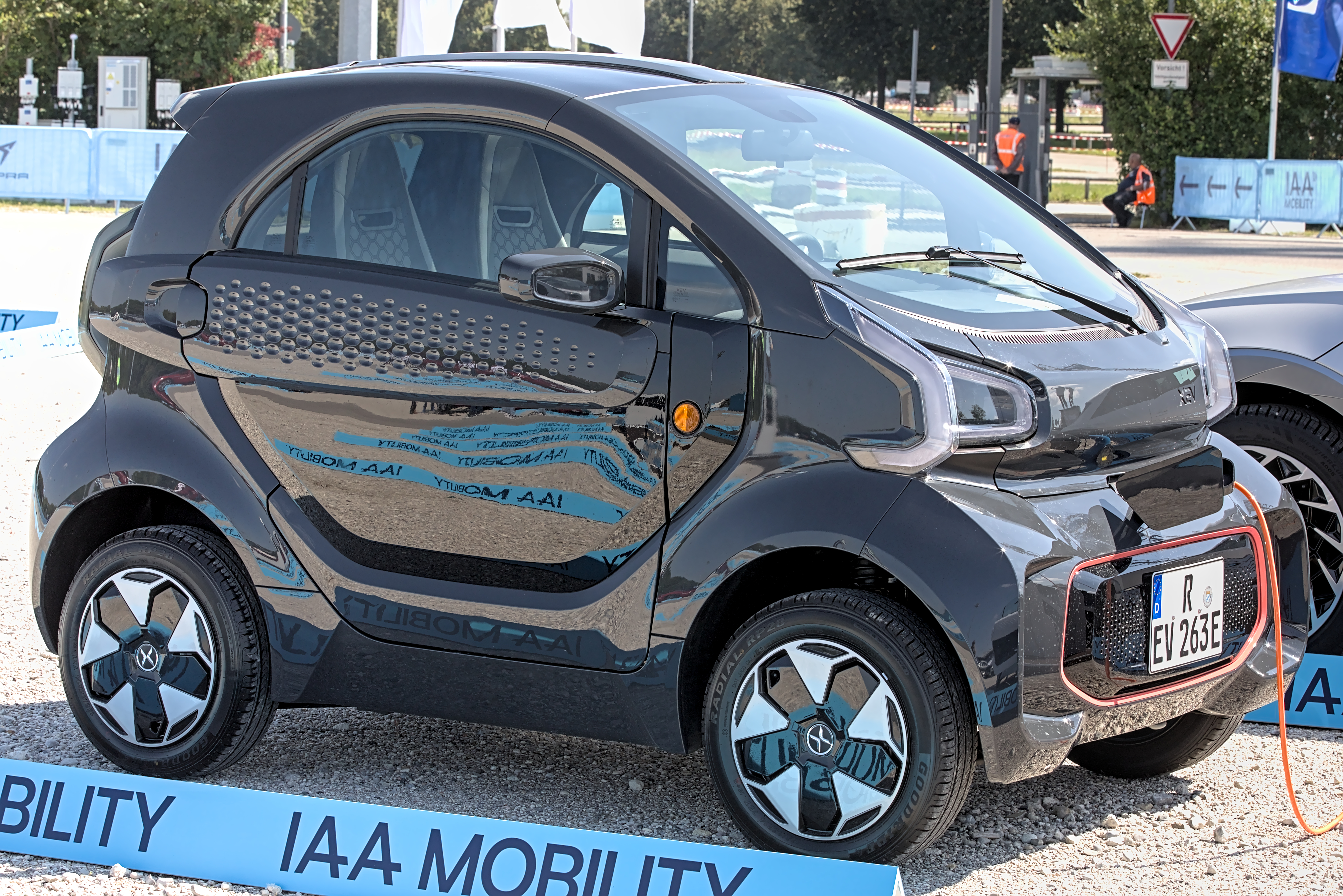
Der XEV Yoyo auf der IAA 2021

Das erste und bisher einzige Modell ist der XEV Yoyo, ein Leichtfahrzeug mit Elektromotor.